# Hôpital Bicêtre (métro de Paris)
Hôpital Bicêtre est une station de la ligne 14 du métro de Paris, située sur la commune du Kremlin-Bicêtre dans le département du Val-de-Marne, près de la limite de Gentilly.

## Situation
Située sur le prolongement sud de la ligne 14 inauguré en juin 2024, elle est implantée sur le territoire de la commune du Kremlin-Bicêtre (à quelques mètres de la limite communale de Gentilly), le long de la rue Gabriel-Péri et de l'autoroute A6b. Elle dessert l'hôpital Bicêtre qui lui donne son nom.

## Construction

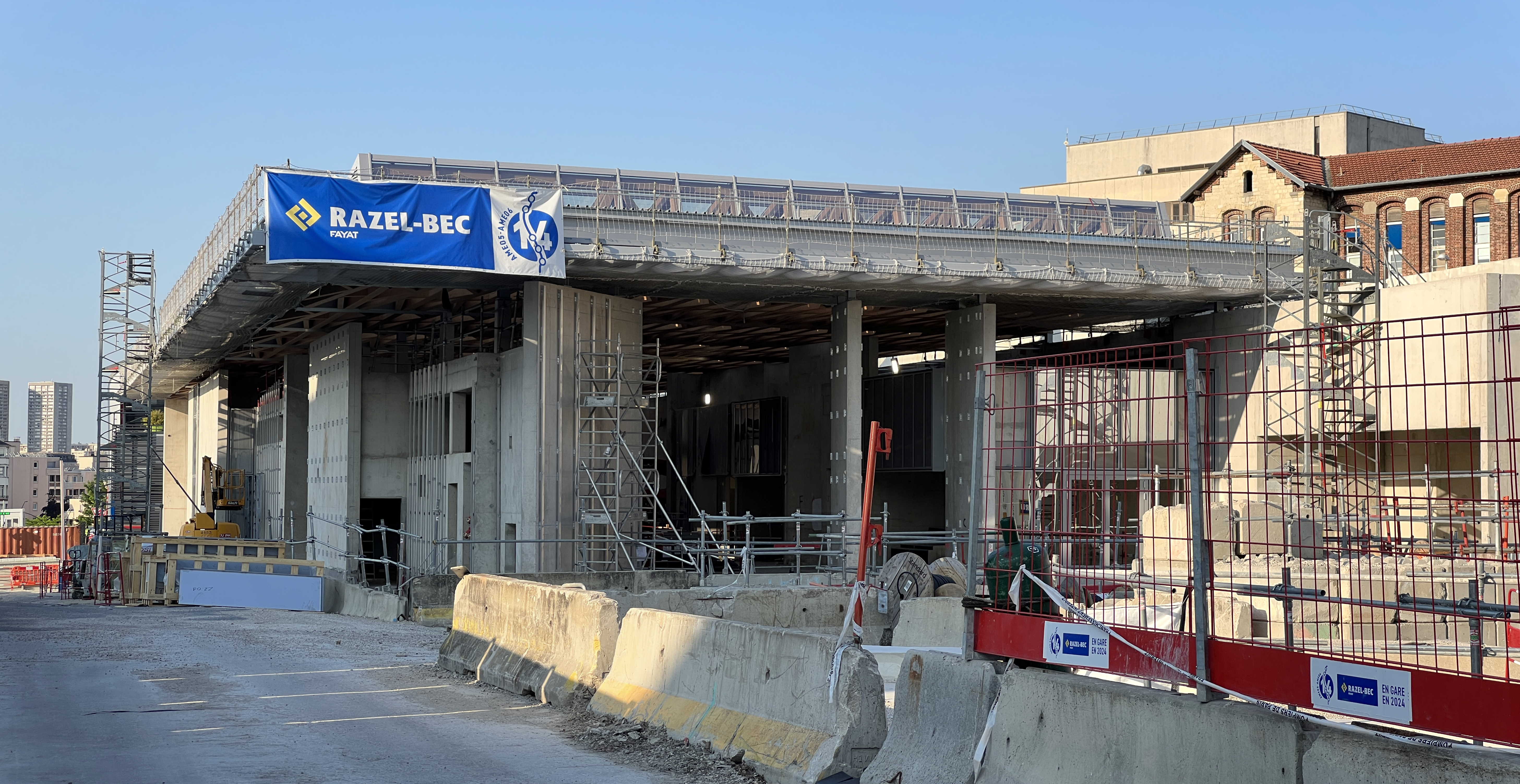
Le bâtiment en construction en juin 2023.

Sa construction a été attribuée en mars 2018 à un groupement piloté par Vinci Construction (Dodin Campenon-Bernard, mandataire ; Vinci Construction France ; Vinci Construction Grands Projets et Botte Fondations) associé à Spie Batignolles (Spie Batignolles génie civil et Spie fondations).
Eva Jospin réalise l'œuvre d'art de la station en coopération avec l'architecte Jean-Paul Viguier. S'inspirant du film Fellini Roma où les vestiges antiques enfouis voient le jour à la construction du métro de Rome, l'œuvre en deux parties à l’extérieur et à l’intérieur de la station comporte des émergences, notamment des copies en bronze des œuvres de carton d'Eva Jospin.

## Histoire
La station est initialement dénommée par son nom de projet Kremlin-Bicêtre Hôpital. Le nom officiel de la station a été défini à travers une consultation publique qui a eu lieu du 20 juin au 4 juillet 2022 parmi deux propositions : Kremlin-Bicêtre Hôpital et Hôpital Bicêtre,. Finalement comme annoncé le 27 juillet 2022, les votants ont choisi le nom Hôpital Bicêtre.

## Service des voyageurs

### Accès
La station dispose de deux accès :
- accès 1 « Rue Séverine » ;
- accès 2 « Rue Gabriel Péri ».

Accès à la station
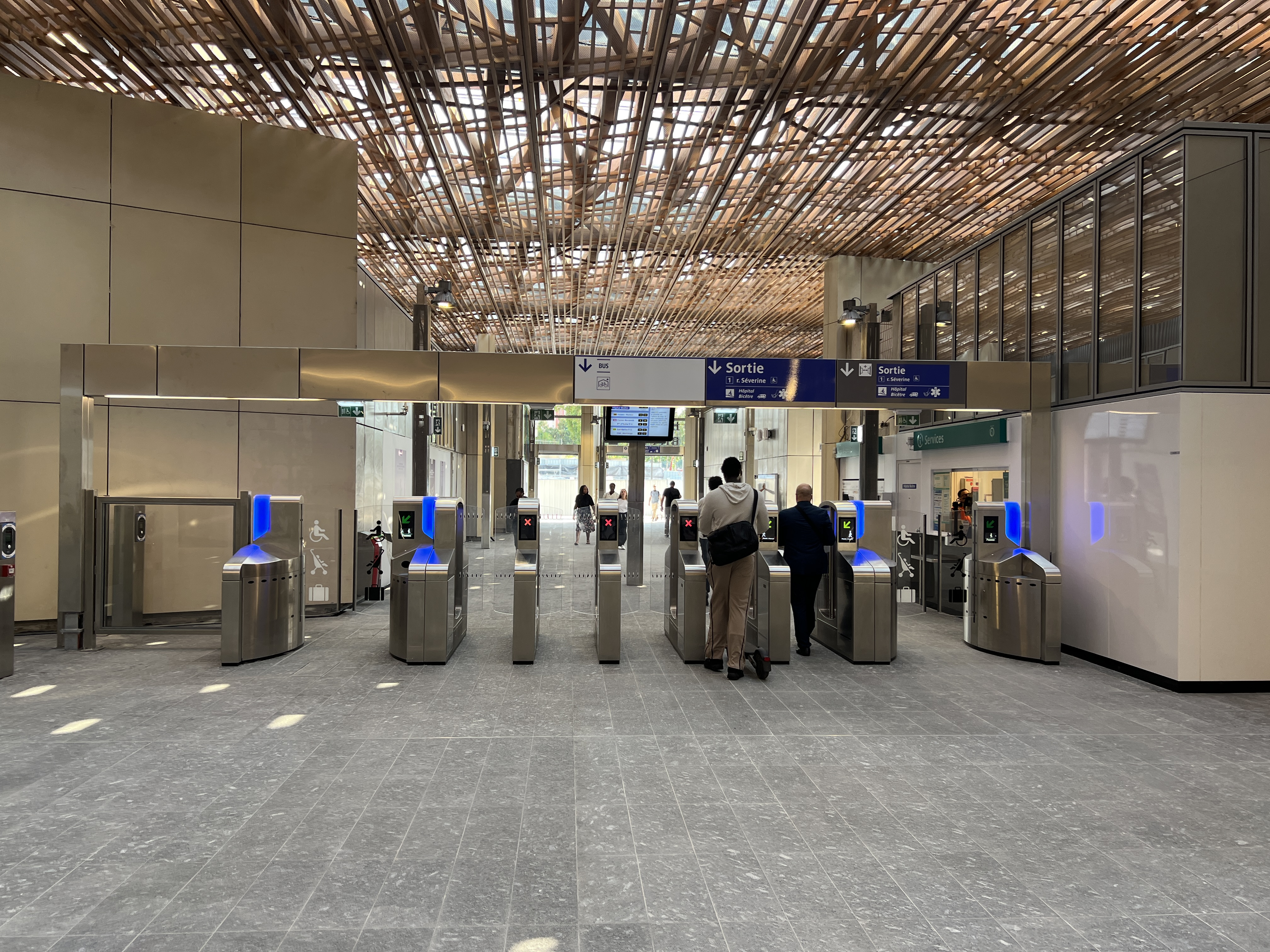
L'accès no 1 « Rue Séverine ».
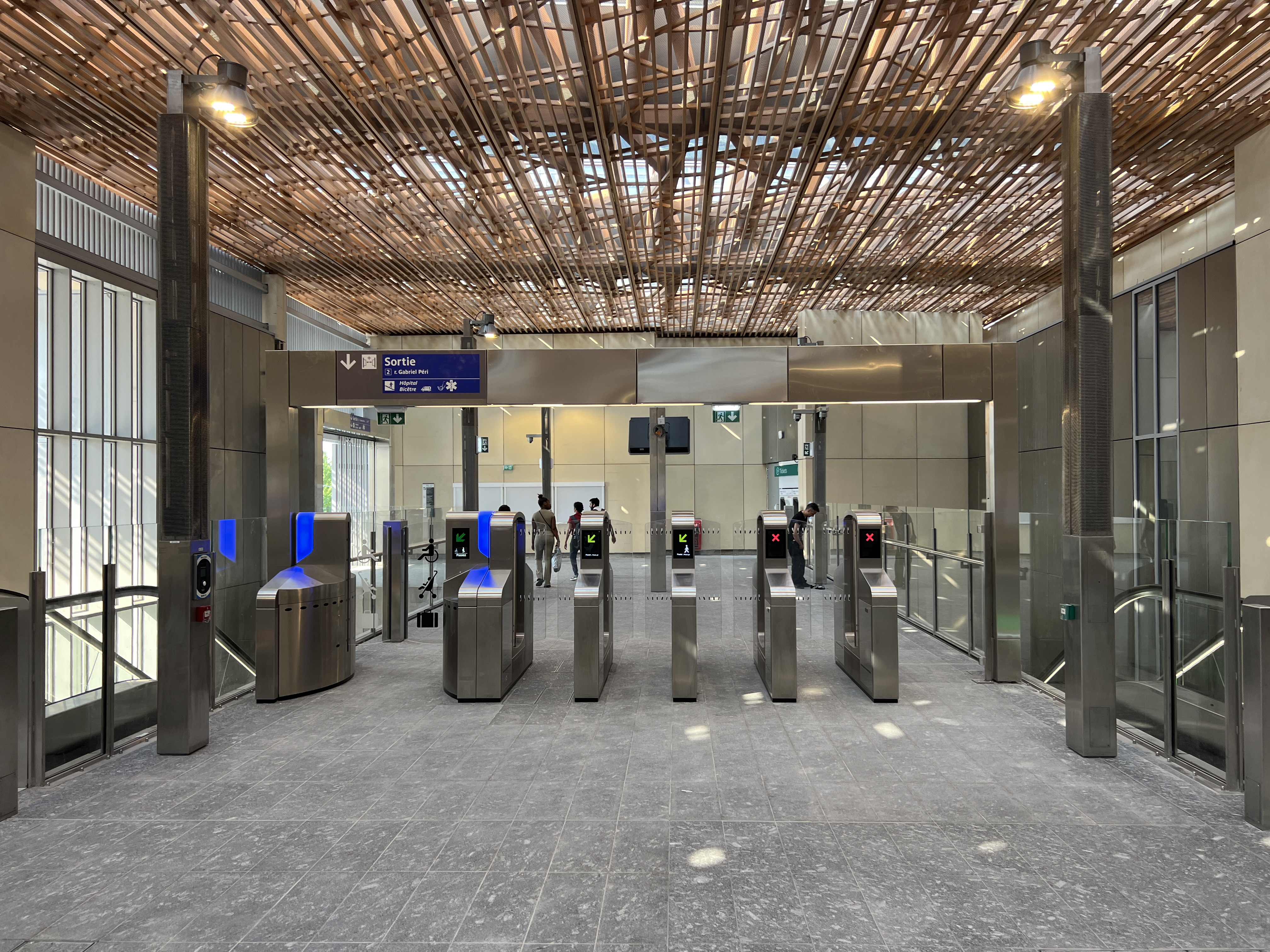
L'accès no 2 « Rue Gabriel Péri ».

.

### Quais
La station est de configuration standard pour la ligne 14 : deux quais de 120m de long, encadrant les voies, et bordées de façades de quai montant jusqu'au plafond, caractéristiques des nouvelles stations du prolongement sud de la ligne, pour être en accord avec les nouvelles normes architecturales des stations de la Société des Grands Projets. 

### Intermodalité
La station est en correspondance avec les lignes 125, 186, 323 du réseau de bus RATP et la ligne v6 du réseau de bus Valouette.